# Katastralgemeinde Hochfeistritz
Die Katastralgemeinde Hochfeistritz (bis 1851: Feistritz) ist eine von zehn Katastralgemeinden der Gemeinde Eberstein im Bezirk Sankt Veit an der Glan in Kärnten. Sie hat eine Fläche von 948,99 ha.
Die Katastralgemeinde gehört zum Sprengel des Vermessungsamtes Klagenfurt.

## Lage
Die Katastralgemeinde liegt im Osten der Gemeinde Eberstein, im Südosten des Bezirks Sankt Veit an der Glan. Landschaftlich liegt sie im Südwesten der Saualpe, in etwa zwischen dem Mirnigbach im Norden und dem Hochfeistritzbach im Süden. Die Katastralgemeinde erstreckt sich über eine Höhenlage von 578 m ü. A. am Westrand der Katastralgemeinde, beim Austritt des Hochfeistritzbachs ins Görtschitztal, bis zu 1553 m ü. A. am Breitriegel im Osten. Nördlich des Breitriegels befindet sich die Wolftraten, mit 1387 m ü. A. der niedrigste Übergang vom Görtschitztal zum Lavanttal zwischen dem Zirbitzkogel und Diex.

## Ortschaften
Auf dem Gebiet der Katastralgemeinde Hochfeistritz liegen die Ortschaft Hochfeistritz sowie Nebengebäude der zur Ortschaft Mirnig gehörenden Schüttermühle.

## Vermessungsamt-Sprengel
Die Katastralgemeinde gehört seit 1. Jänner 1998 zum Sprengel des Vermessungsamtes Klagenfurt. Davor war sie Teil des Sprengels des Vermessungsamtes St. Veit an der Glan.

## Geschichte
Ende des 18. Jahrhunderts wurden die Kärntner Steuergemeinden (später: Katastralgemeinden) gebildet und Steuerbezirken zugeordnet. Die Steuergemeinde Feistritz wurde Teil des Steuerbezirks Eberstein.
Im Zuge der Reformen nach der Revolution 1848/49 wurden in Kärnten die Steuerbezirke aufgelöst und Ortsgemeinden gebildet, die jeweils das Gebiet einer oder mehrerer Steuergemeinden umfassten. Die Steuer- bzw. Katastralgemeinde Feistritz wurde Teil der Gemeinde Hochfeistritz, die anfangs den Namen Gemeinde Feistritz trug. Bei deren Auflösung kam sie 1871 an die Gemeinde Eberstein. Die Größe der Katastralgemeinde wurde 1854 mit 1648 Österreichischen Joch und 45 Klaftern (ca. 948 ha, also etwa die heutige Fläche) angegeben; damals lebten 307 Personen auf dem Gebiet der Katastralgemeinde.
Die Katastralgemeinde Feistritz bzw. Hochfeistritz gehörte ab 1850 zum politischen Bezirk Sankt Veit an der Glan und zum Gerichtsbezirk Eberstein. Von 1854 bis 1868 gehörte sie zum Gemischten Bezirk Eberstein. Seit der Reform 1868 ist sie wieder Teil des politischen Bezirks Sankt Veit an der Glan, zunächst als Teil des Gerichtsbezirks Eberstein, seit dessen Auflösung 1978 als Teil des Gerichtsbezirks St. Veit an der Glan.